# Weltlachtag

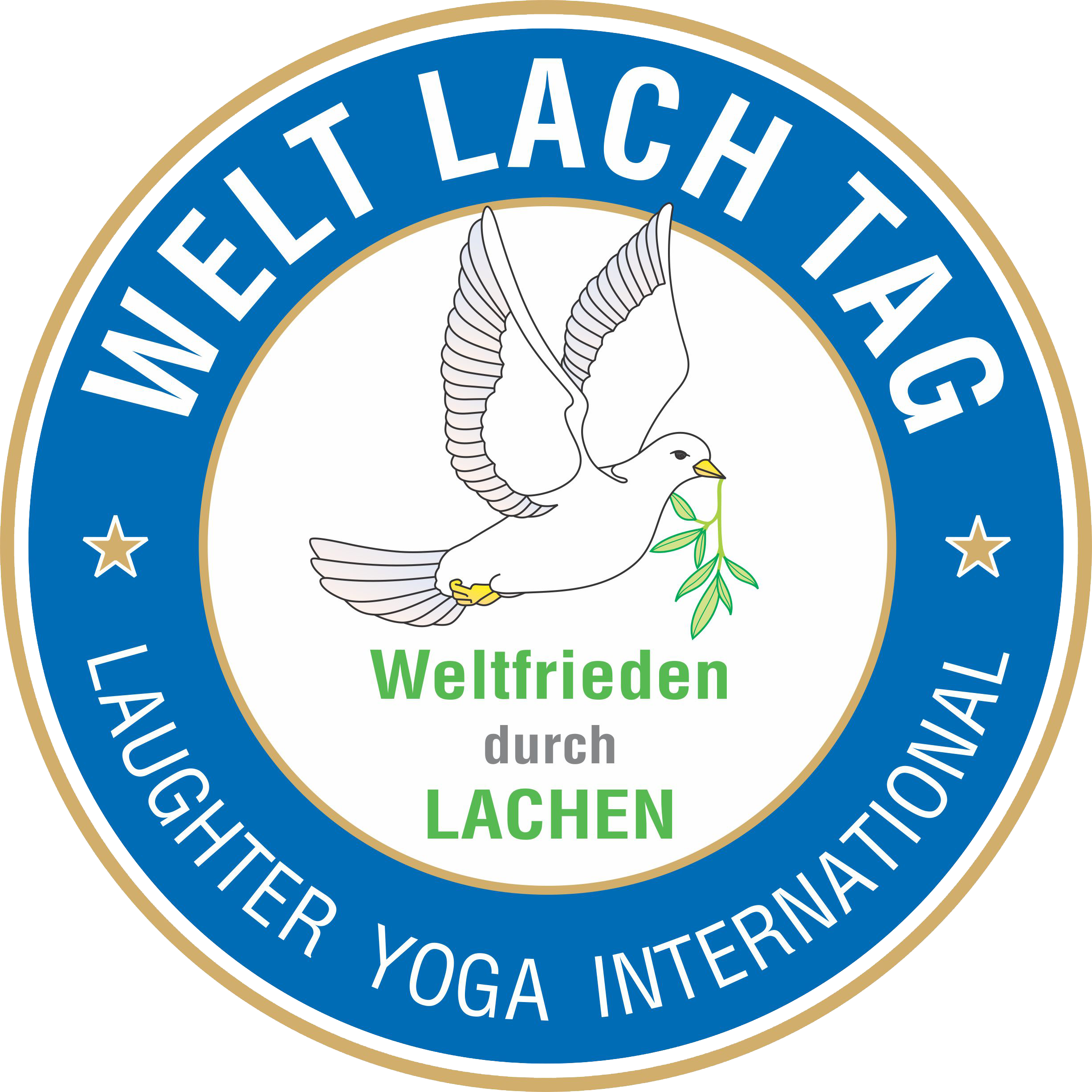
Aktuelles Weltlachtag-Logo in Deutsch

Der Weltlachtag ist ein Welttag, der jährlich am ersten Sonntag im Mai begangen wird. Die Idee stammt aus der Yoga-Lachbewegung, die weltweit in über 6.000 Lachclubs in mehr als 100 Ländern auf allen Kontinenten organisiert ist. Punkt 14:00 Uhr deutscher Zeit (12:00 GMT) wird dabei in Europa gemeinsam für eine Minute gelacht.
Der Weltlachtag wurde 1998 von Madan Kataria, dem Gründer der weltweiten Lachyoga-Bewegung, ins Leben gerufen. Die Feier des Weltlachtags soll den Weltfrieden verkörpern und hat das Ziel, ein globales Bewusstsein der Gesundheit, des Glücks  und des Friedens durch das Lachen zu erreichen. Zu diesem Anlass veröffentlicht Madan Kataria jedes Jahr ein schriftliches Grußwort (Message) mit seinen aktuellen Gedanken zur Bedeutung dieses Tages.
Das erste Weltlachtag-Treffen fand am 11. Januar 1998 im indischen Bombay statt. Damals trafen sich 12.000 Mitglieder aus lokalen und internationalen Lachclubs.
Das erste Weltlachtag-Treffen außerhalb Indiens fand am 9. Januar 2000 in Kopenhagen statt. Das „Happy-Demic“ mit mehr als 10.000 lachenden Leuten auf dem Kopenhagener Rathausplatz wurde in das Guinness-Buch der Rekorde aufgenommen.
In Deutschland treffen sich am Weltlachtag lachende Leute an zahlreichen Orten. Am 1. Mai 2016 unter anderem in Berlin, Bremen, Düsseldorf, Frankfurt/Main, Göttingen, Hamburg, Hannover, Karlsruhe, Köln, Leipzig, München, Münster, Weinheim.
In der Schweiz findet am Weltlachtag jeweils die Lachparade in Zürich statt. Mehrere hundert Personen laufen lachend in einem Umzug durch die Zürcher Innenstadt, um anschließend ein gemeinsames Lachen um den Erdball zu schicken. Der Anlass wird jeweils mit einem großen Bühnenprogramm abgerundet, bei dem auch Clowns, Humorexperten und Kabarettisten auftreten.